# Rugosímetre

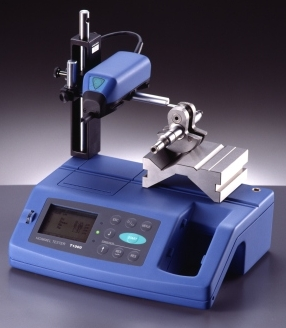
Imatge d'un rugosímetre T1000.

El rugosímetre és un dispositiu dotat d'un palpador de diamant que, desplaçant una certa longitud sobre el material, és capaç d'ampliar el relleu de crestes i forats que presenta una superfície real i que no pot ser observada per l'ull humà.
Els rugosímetres poden oferir la lectura de la rugositat directa en una pantalla o indicar-la en un document gràfic. Addicionalment, aquest aparell també pot determinar una sèrie de paràmetres que aporten el valor numèric de la rugositat d'acord amb les regles de normalització a les que aquest tipus de sistema està basat. Per determinar aquests paràmetres, definits com a Ra o Rz, el mateix equip divideix el seu recorregut en sis parts: la primera etapa s'utilitza per a la presa de referències i la correcció de curvatures mentre que les altres cinc realitzen les mesures.
Les rugositats dels materials, per molt polides que estiguin, presenten sempre un cert grau de rugositat que ha de ser valorat, ja que pot influir en nombrosos processos, com per exemple en la capacitat d'adhesió de les pintures.

## Parts
- Palpador
- Transductor
- Filtre mecànic
- Caixa d'arrossegament
- Filtres elèctrics
- Calculador
- Registrador
- Elements de posicionament

## Tipus
- Sistema CS: Una única mesura per un únic resultat (Rugositat + Perfil)
- Sistema doble: Dos unitats de mesura per un únic resultat
- Rugosímetres portàtils: Equips portàtils per a mesurar rugositat i ondulació
- Rugosímetres semiautomàtics / automàtics: Equips de taula per l'estudi complet de rugositat i ondulació

La rugositat superficial és el conjunt d'irregularitats de la superfície real, definides convencionalment en una secció on els errors de forma i les ondulacions han estat eliminats. Es consideren les peces en brut, aquelles que s'han d'utilitzar tal com s'obtenen després del seu procés de fabricació (forja, laminació, etc.). En el Sistema Internacional la unitat de rugositat és el micròmetre o micra (1 micra= 1 µm = 0,000001, m = 0,001 mm) i s'utilitza la micropolzada (μ") en el sistema anglosaxó.
La tolerància de fabricació superficial s'indica en els plànols constructius de les peces mitjançant signes i valors numèrics, d'acord amb les normes de qualitat existents. Les normes de rugositat, segons la normativa alemanya, són les següents: DIN 4762, DIN 4768, DIN 4771, DIN 4775, l'enllaç de la rugositat de superfícies es troba en la norma DIN 4766-1. També hi ha les normes britànica BS, japonesa JIS, americana ASME, internacional DIN-EN-ISO4287.

## Mesura de la rugositat
Per mesurar la rugositat de les peces s'utilitzen uns instruments electrònics de sensibilitat micromètrica anomenats rugosímetres que determinen la rugositat de les superfícies. Els rugosímetres mesuren profunditat de la rugositat mitjana Rz, i el valor de la rugositat mitjana Ra expressada en micres.

### Informació sobre les unitats de rugositat més usades Rai Rz
- Ra: el valor mitjà de rugositat en µm és el valor de mitjana aritmètica dels valors absoluts de les distàncies del perfil de rugositat de la línia intermèdia de la longitud de mesura.
- Rz: suma de la màxima altura de pic i de la màxima profunditat de vall compreses en una longitud de mostreig. Habitualment s'usa el paràmetre Rz, que és la mitja aritmètica de la màxima altura del perfil de la rugositat de cinc longituds de mostreig consecutives en la longitud avaluada.